# تنمية البيانات
 تنمية البيانات  هي عملية تحديد الخاصيات المثلى لانتقاء البيانات وجمعها ومعالجتها.